# (6419) Susono
(6419) Susono (1993 XX) – planetoida z pasa głównego asteroid okrążająca Słońce w ciągu 5,53 lat w średniej odległości 3,13 j.a. Odkryta 7 grudnia 1993 roku.